# Frederick (Maryland)
Pour les articles homonymes, voir Frederick.
La ville de Frederick est le siège du comté de Frederick, dans l’État du Maryland, aux États-Unis. Sa population était de 72 244 habitants en 2019
C'est la quatrième ville la plus peuplée de l'État après Baltimore, Columbia et Silver Spring.

## Géographie
Frederick est située dans le comté de Frederick, dans la partie centrale (ou occidentale) du Maryland, près de la jonction des Interstate highways 70, 270, et de la U.S. Route 40, à environ 70 km au nord-ouest de Washington.

## Liste des maires
- Lawrence Brengle (1817)
- Hy Kuhn (1818–1820)
- George Baer, Jr. (1820–1823)
- John L. Harding (1823–1826)
- George Kolb (1826–1829)
- Thomas Carlton (1829–1835)
- Daniel Kolb (1835–1838)
- Michael Baltzell (1838–1841)
- George Hoskins (1841–1847)
- M. E. Bartgis (1847–1849)
- James Bartgis (1849–1856)
- Lewis Brunner (1856–1859)
- W. G. Cole (1859–1865)
- J. Engelbrecht (1865–1868)
- Valerius Ebert (1868–1871)
- Thomas M. Holbruner (1871–1874)
- Lewis M. Moberly (1874–1883)
- Hiram Bartgis (1883–1889)
- Lewis H. Doll (1889–1890)
- Lewis Brunner (1890–1892)
- John E. Fleming (1892–1895)
- Aquilla R. Yeakle (1895–1898)
- William F. Chilton (1898–1901)
- George Edward Smith (1901–1910)
- John Edward Schell (1910–1913)
- Lewis H. Fraley (1913–1919)
- Gilmer Schley (1919–1922)
- Lloyd C. Culler (1922–1931)
- Elmer F. Munshower (1931–1934)
- Lloyd C. Culler (1934–1943)
- Hugh V. Gittinger (1943–1946)
- Lloyd C. Culler (1946–1950)
- Elmer F. Munshower (1950–1951)
- Donald B. Rice (1951–1954)
- John A. Derr (1954–1958)
- Jacob R. Ramsburg (1958–1962)
- E. Paul Magaha (1962–1966)
- John A. Derr (1966–1970)
- E. Paul Magaha (1970–1974)
- Ronald N. Young (1974–1990)
- Paul P. Gordon (1990–1994)
- James S. Grimes (1994–2002)
- Jennifer Dougherty (2002–2005)
- W. Jeff Holtzinger (2005–2009)
- Randy McClement (2009-2017)
- Michael O'Connor (depuis 2017)[5]

## Source
- (en) Cet article est partiellement ou en totalité issu de l’article de Wikipédia en anglais intitulé « Frederick, Maryland » (voir la liste des auteurs).

1. ↑  (en) « Population and Housing Unit Estimates » (consulté le 2 novembre 2020)
2. ↑  (en) « Population and Housing Unit Estimates » (consulté le 27 mai 2019)
3. ↑  (en) United States Census Bureau, « Census of Population and Housing » [archive du 26 avril 2015] (consulté le 18 septembre 2013)
4. ↑  (en) « Population Estimates », United States Census Bureau (consulté le 27 mai 2019)
5. ↑  (en) Mayors of Frederick county, Maryland